# Велика Британія на літніх Олімпійських іграх 1992
Велика Британія на літніх Олімпійських іграх 1992 року була представлена  323 спортсменами у 23 видах спорту. Ігри у Барселоні стали для Великої Британії найбільш невдалими з часів ігор 1976 року у Монреалі, коли британці завоювали всього 13 медалей. На цій Олімпіаді було завойовано 20 медалей (5 золотих, 3 срібні та 12 юронзових).

## Нагороди

### Золото
| Золото |                                     |                                                                   |
| №      | Спортсмени                          | Вид спорту (дисципліна)                                           |
| 1      | Меттью Пінсент Стівен Редгрейв      | Академічне веслування (чоловіки, двійка розстібна без стернового) |
| 2      | Грег Серл Джонні Серл Ґаррі Герберт | Академічне веслування (чоловіки, двійка розстібна зі стерновим)   |
| 3      | Кріс Бордмен                        | Велоспорт (чоловіки, індивідуальна гонка переслідування)          |
| 4      | Лінфорд Крісті                      | Легка атлетика (чоловіки, 100 м)                                  |
| 5      | Саллі Ганнелл                       | Легка атлетика (жінки, 400 м з/б)                                 |

### Срібло
| Срібло |                  |                                |
| №      | Спортсмени       | Вид спорту (дисципліна)        |
| 1      | Гарет Марріотт   | Гребний слалом (чоловіки, К-1) |
| 2      | Реймонд Стівенс  | Дзюдо (чоловіки, до 95 кг)     |
| 3      | Нікола Фербратер | Дзюдо (жінки, до 56 кг)        |

### Бронза
| Бронза | |                                                |
| №      | Спортсмени | Вид спорту (дисципліна)                        |
| 1      | Робін Рейд | Бокс (чоловіки, до 71 кг)                      |
| 2      | Шерон Рендл | Дзюдо (жінки, до 52 кг)                        |
| 3      | Кейт Гаві | Дзюдо (жінки, до 66 кг)                        |
| 4      | Крісс Акабусі | Легка атлетика (чоловіки, 400 м з/б)           |
| 5      | Крісс Акабусі Роджер Блек Девід Гріндлі Джон Реджіс Дуейн Лейдеджо (попередні) Марк Річардсон (попередні) | Легка атлетика (чоловіки, 4 × 400 м)           |
| 6      | Стівен Беклі | Легка атлетика (чоловіки, метання списа)       |
| 7      | Сандра Дуглас Саллі Ганнелл Філіс Сміт Дженніфер Стаут | Легка атлетика (жінки, 4 × 400 м)              |
| 8      | Роберт Крукшенк Лоурі Сміт Оззі Стюарт | Вітрильний спорт (чоловіки, особиста першість) |
| 9      | Нік Джиллінгем | Плавання (чоловіки, 200 м брас)                |
| 10     | Саймон Террі | Стрільба з лука (чоловіки, особиста першість)  |
| 11     | Саймон Террі Стівен Галлард Річард Прістмен | Стрільба з лука (чоловіки, командна першість)  |
| 12     | Джилл Аткінс Ліза Бейлісс Карен Браун Вікі Діксон Сьюзенна Фрейзер Венді Фрейзер Кетрін Джонсон Сенді Лістер Джекі Маквільямс Теммі Міллер Гелен Морган Мері Невілл Менді Ніколс Елісон Ремзі Джейн Сіксміт Джоенн Томпсон | Хокей на траві (жінки, командна першість)      |

## Склад олімпійської збірної Великої Британії

### Легка атлетика
Спортсменів — 4
Чоловіки
| Дисципліна | Спортсмен                                            | Попередній раунд | Попередній раунд | Чвертьфінали | Чвертьфінали | Півфінали       | Півфінали       | Фінал           | Фінал           |
| Дисципліна | Спортсмен                                            | Результат        | Місце            | Результат    | Місце        | Результат       | Місце           | Результат       | Місце           |
| ---------- | ---------------------------------------------------- | ---------------- | ---------------- | ------------ | ------------ | --------------- | --------------- | --------------- | --------------- |
| 100 м      | Маркус Адам                                          | 10,57            | 2 (Q)            | 10,35        | 5            | Завершив виступ | Завершив виступ | Завершив виступ | Завершив виступ |
| 200 м      | Маркус Адам                                          | 20,62            | 1 (Q)            | 20,43        | 1 (Q)        | 20,63           | 4 (Q)           | 20,80           | 8               |
| 4× 100 м   | Тоні Джарретт Джон Реджіс Маркус Адам Линфорд Крісті | 38,64            | 2 (Q)            |              |              |                 |                 | 38,08           | 4               |